# Lachsbarsche
Die Lachsbarsche (Arripis) sind eine Gattung der Barschverwandten (Percomorphaceae). Sie stehen allein in der monogenerischen Familie Arripidae, einige Autoren schreiben auch Arripididae. Da die Fische die ersten europäischen Siedler an die europäischen Lachse erinnerten, wurden sie Australian Salmon genannt. Eine Verwandtschaft zu den Lachsen besteht nicht. 

## Merkmale
Lachsbarsche werden 41 bis 96 Zentimeter lang. Ihre Rückenflosse ist lang und wird von neun Hartstrahlen und 13 bis 19 Weichstrahlen gestützt. Die weit hinten sitzende Afterflosse ist immer kürzer als der weichstrahlige Teil der Rückenflosse und hat drei Hart- und neun bis zehn Weichstrahlen. Die Schwanzflosse ist gegabelt. Lachsbarsche sind von silbrig graublauer Farbe, die Unterseite ist hell.

## Lebensweise
Die Fische sind marin und leben im südwestlichen Pazifik im Bereich Südaustraliens, Neuseelands, der Lord-Howe-Insel, der Norfolkinsel und der Kermadecinseln. Sie leben im flachen Wasser in Küstennähe, oft über Neptungräsern (Posidonia), und gehen auch ins Brackwasser der Flussmündungen. Lachsbarsche ernähren sich von kleineren Fischen und pelagischen Krebstieren. Sie sind beliebte Angelfische.

## Arten
- Arripis georgianus (Valenciennes in Cuvier & Valenciennes, 1831)
- Arripis trutta (Forster in Bloch & Schneider, 1801)
- Arripis truttacea (Cuvier in Cuvier & Valenciennes, 1829)
- Arripis xylabion Paulin, 1993